# Station Tilburg Universiteit
Station Tilburg Universiteit is een spoorwegstation in Tilburg aan de spoorlijn Breda – Tilburg. Het ligt tussen de andere Tilburgse stations, twee kilometer ten westen van station Tilburg en drie kilometer ten oosten van Tilburg Reeshof. 

## Verzorgingsgebied
Het station ligt op het viaduct over de Statenlaan, die de noordelijke en zuidelijke delen van het bedieningsgebied verbindt. Aan de noordkant liggen de wijken Het Zand en Wandelbos en aan de zuidkant De Reit en Tilburg University. Die vormden bij de aanleg in 1969 de westelijkste bebouwing van Tilburg, vandaar dat het station in 1969 geopend werd onder de naam 'Tilburg West'. Het stadsdeel wordt nog steeds Tilburg West genoemd, hoewel het door de aanleg van de Reeshof bijna in het midden van de stad is komen te liggen.
Een zuidelijke inbreiding van het verzorgingsgebied is gerealiseerd door de bouw van winkelcentrum Professor de Moorplein in het begin van de 21e eeuw. Oostelijker werd eind 2012 een fiets- en wandeltunnel geopend, waarmee in Tilburg West een tweede noord-zuidverbinding is ontstaan, via het Postelse Hoefpad en het Academiepad. Hierdoor worden ook het sportcentrum en de sportvelden van de universiteit vanuit het noorden ontsloten.

## Perrons en stationsgebouw
De perrons liggen in bajonetligging, met het stationsgebouwtje van het type Sextant aan de noordkant, op de westelijke kop van het perron voor de richting Breda. Het eilandperron aan de zuidkant ligt westelijker en bedient de andere twee sporen: het doorgaand spoor richting Tilburg en een kopspoor voor de Sprinters van en naar Eindhoven.
Het eilandperron was op sommige plekken erg smal, hier en daar slechts twee meter. In 2013 werden daarom speciale smalle abri's geplaatst. Eind 2017 werd het eiland verbreed tot acht meter en verdubbeld qua lengte, waardoor wachtende reizigers meer afstand hebben tot de voorbijrijdende Intercity's en goederentreinen.
NS Stations Retailbedrijf testte onder andere op Tilburg Universiteit een kleinere uitvoering van de standaard kiosk: een winkelconcept van minder dan tien vierkante meter voor treinstations waar dagelijks rond de 3500 reizigers langskomen. Op het perron langs spoor 1 liep vanaf halverwege 2013 een pilot met dit concept. Hiervoor werd het oude loketgebouw verbouwd.

## Overige voorzieningen
In de lente van 2013 plaatste ProRail nieuwe, deels overdekte fietsklemmen en -kluizen en werd de loopruimte richting de perrons verbreed. De ietwat verwaarloosde wandelroute naar de universiteit werd ook aangepakt. De gemeente Tilburg asfalteerde het wandelpad langs de sporen 2 en 3 en plantte er rijen bomen langs. In verband met de sociale veiligheid werd de groenvoorziening in de omgeving van het pad deels vervangen door lagere struiken. De NS en de gemeente verduidelijkten de route door verwijsborden.
Vanaf 2017 kunnen reizigers OV-fietsen huren, zoals op vele Brabantse trein- en busstations.

## Verbindingen
Treinseries die stoppen in Tilburg Universiteit tijdens de dienstregeling 2025:

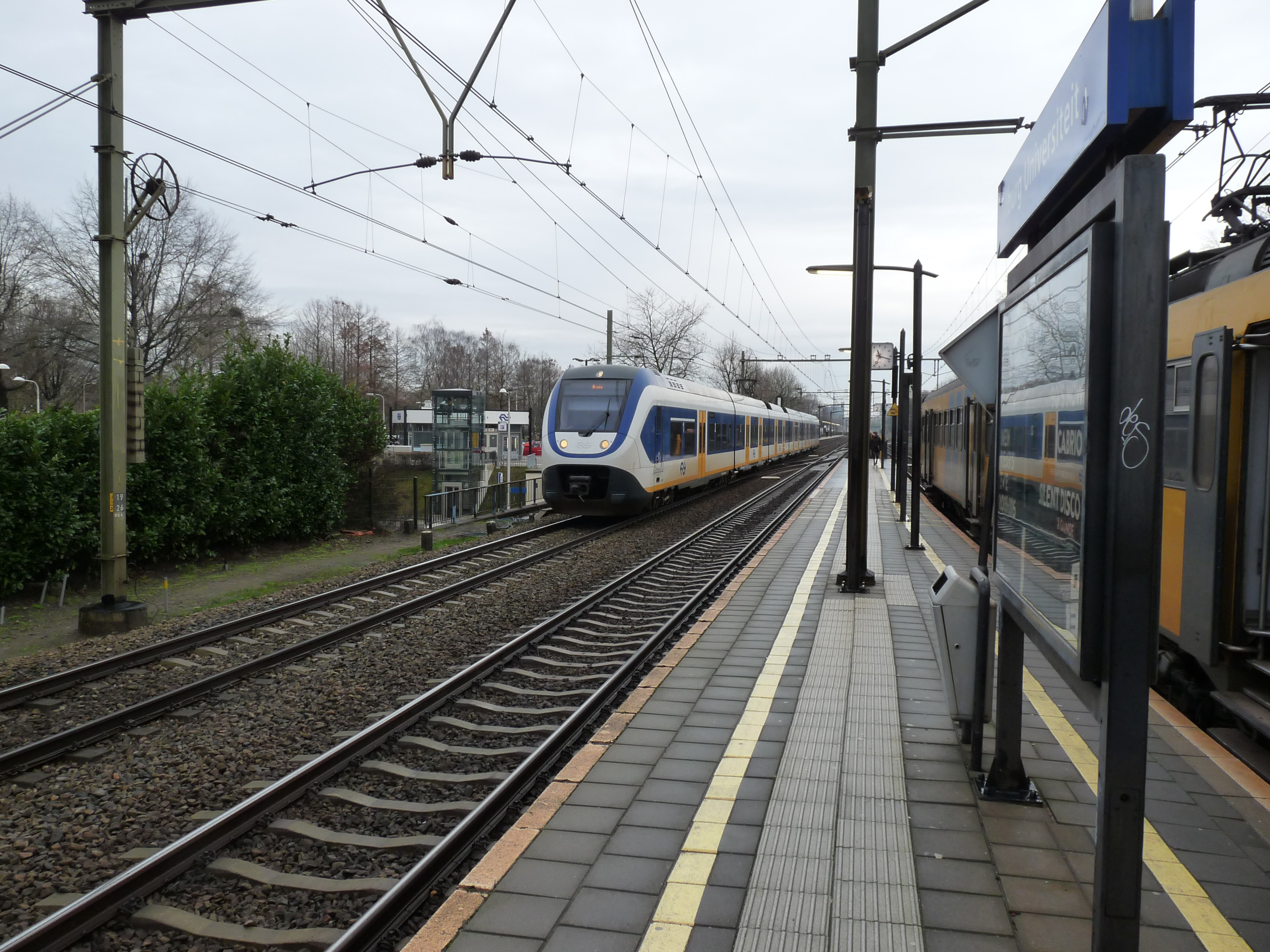
Het oude, smalle eilandperron in 2015, gezien naar het oosten Aan het eind wordt het nog smaller. De bajonetligging van de perrons is duidelijk: de Sprinter is vertrokken en links ervan is nog het stationsgebouwtje op de kop van het andere perron te zien.

| Serie | Treinsoort    | Route                                                                                              | Bijzonderheden |
| ----- | ------------- | -------------------------------------------------------------------------------------------------- | --- |
| 6400  | Sprinter (NS) | Tilburg Universiteit – Tilburg – Eindhoven Centraal – (Weert)                                      | Rijdt tussen 20:00 en 22:00 uur en op zondag 1x/uur tussen Eindhoven Centraal en Weert. Rijdt na 22:00 uur 1x/uur op het hele traject. |
| 6600  | Sprinter (NS) | Dordrecht – Breda – Tilburg Universiteit – Tilburg – 's-Hertogenbosch – Nijmegen – Arnhem Centraal | Rijdt alleen doordeweeks tot 19:00 uur tussen Nijmegen en Arnhem Centraal v.v.                                                         |

## Naamswijziging
Het gemeentebestuur van Tilburg en de universiteit hebben jarenlang aangedrongen om de oude naam Tilburg West te wijzigen in Tilburg Universiteit, maar NS zag daar aanvankelijk weinig in. In januari 2009 werd bekend, dat de naam in december 2009 zou worden gewijzigd. De gemeente moest hiervoor wel een financiële bijdrage leveren.
De naamswijziging werd vanuit financiële overwegingen uitgesteld. Een naamswijziging per eind 2009 betekende dat de bestaande centraal bediende treinaanwijzers elders aangepast zouden moeten worden. Dit zou 300.000 euro kosten. Aangezien deze aanwijzers eind 2010 werden vervangen door elektronische varianten, werd besloten de naamswijziging uit te voeren aan het begin van het academisch jaar 2010-2011. De kosten hiervoor zouden ongeveer 55.000 euro bedragen. De universiteit en de gemeente Tilburg zouden elk de helft betalen. Deze datum werd niet gehaald. Uiteindelijk werd de naamswijziging uitgesteld tot het ingaan van de dienstregeling 2011.

## Ontwikkeling aantal reizigers
Het aantal door NS vervoerde reizigers (per gemiddelde werkdag) ontwikkelde zich sedert 2019 als volgt:
| Jaar | Aantal reizigers |
| ---- | ---------------- |
| 2019 | 7.511            |
| 2020 | 2.579            |
| 2021 | 3.148            |
| 2022 | 5.425            |
| 2023 | 6.239            |
| 2024 | 6.030            |

## Afbeeldingen

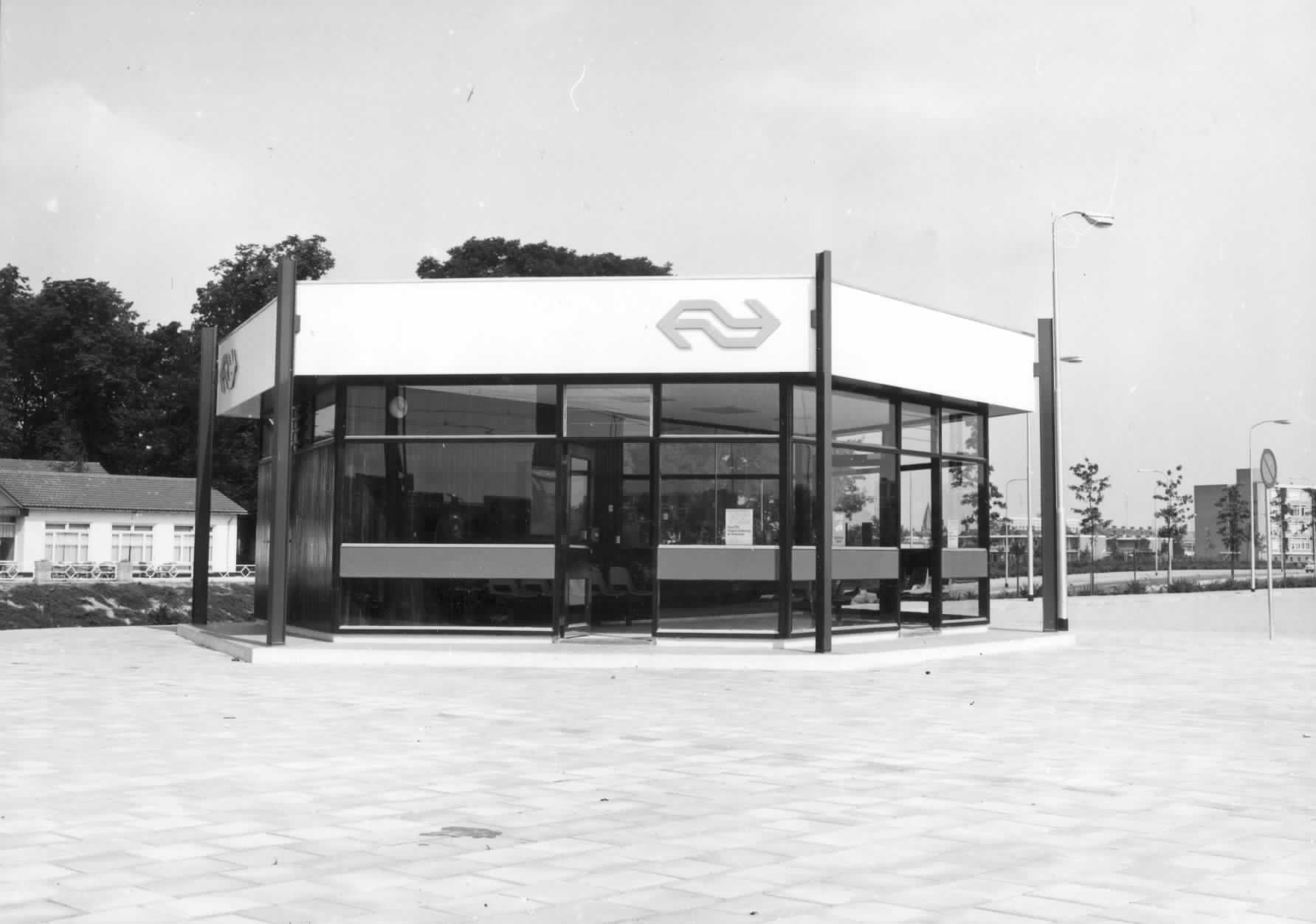
Het station in 1969
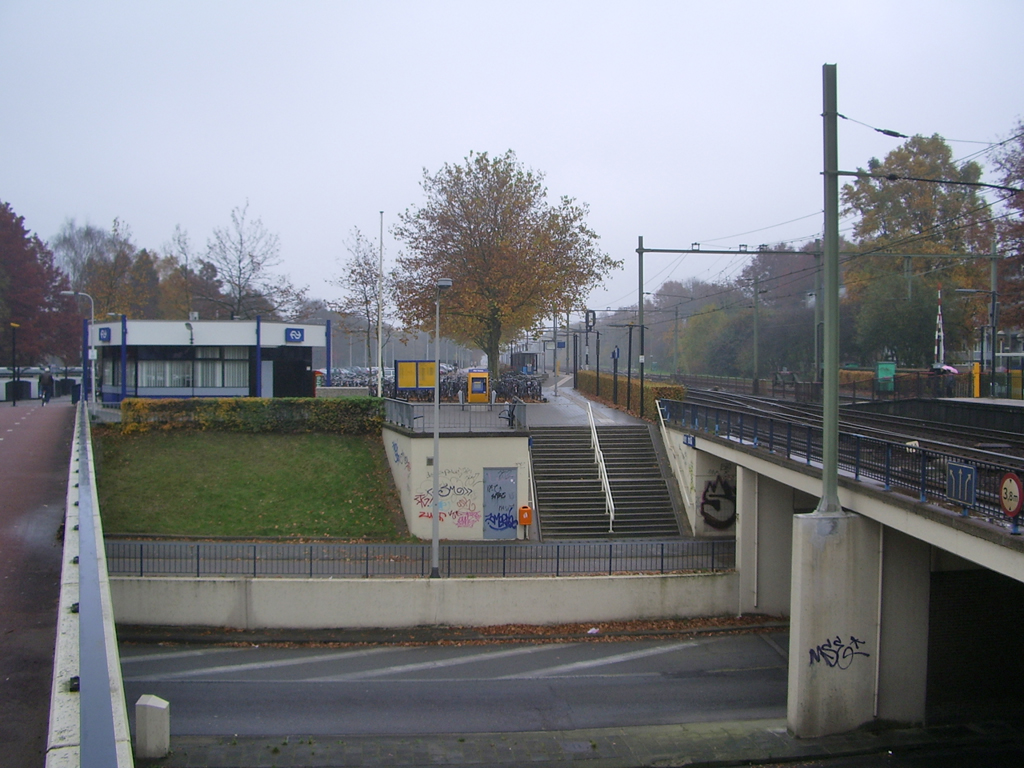
Station Tilburg West in 2007
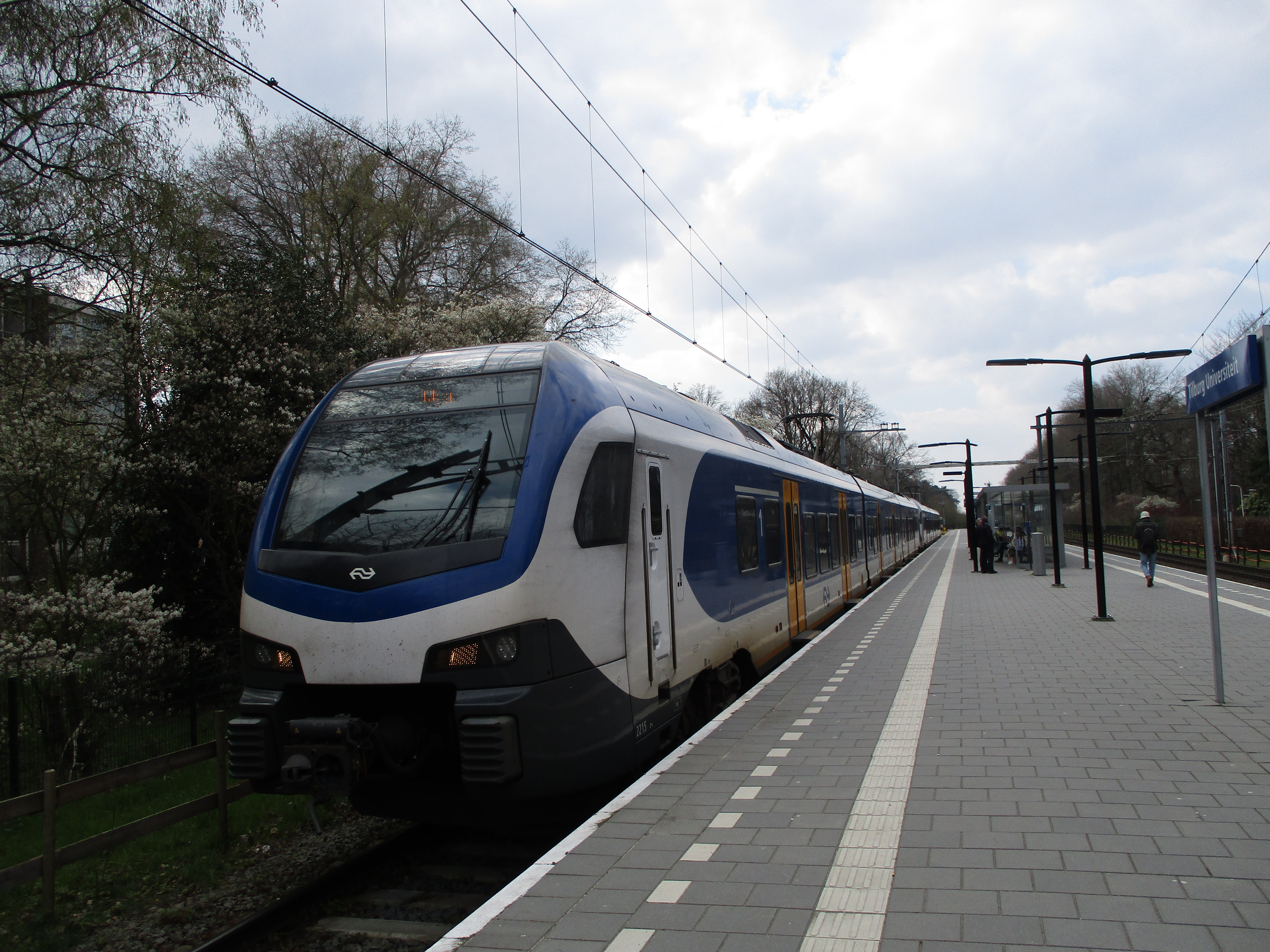
Sprinter richting Weert aan het verbrede perron, gezien naar het westen
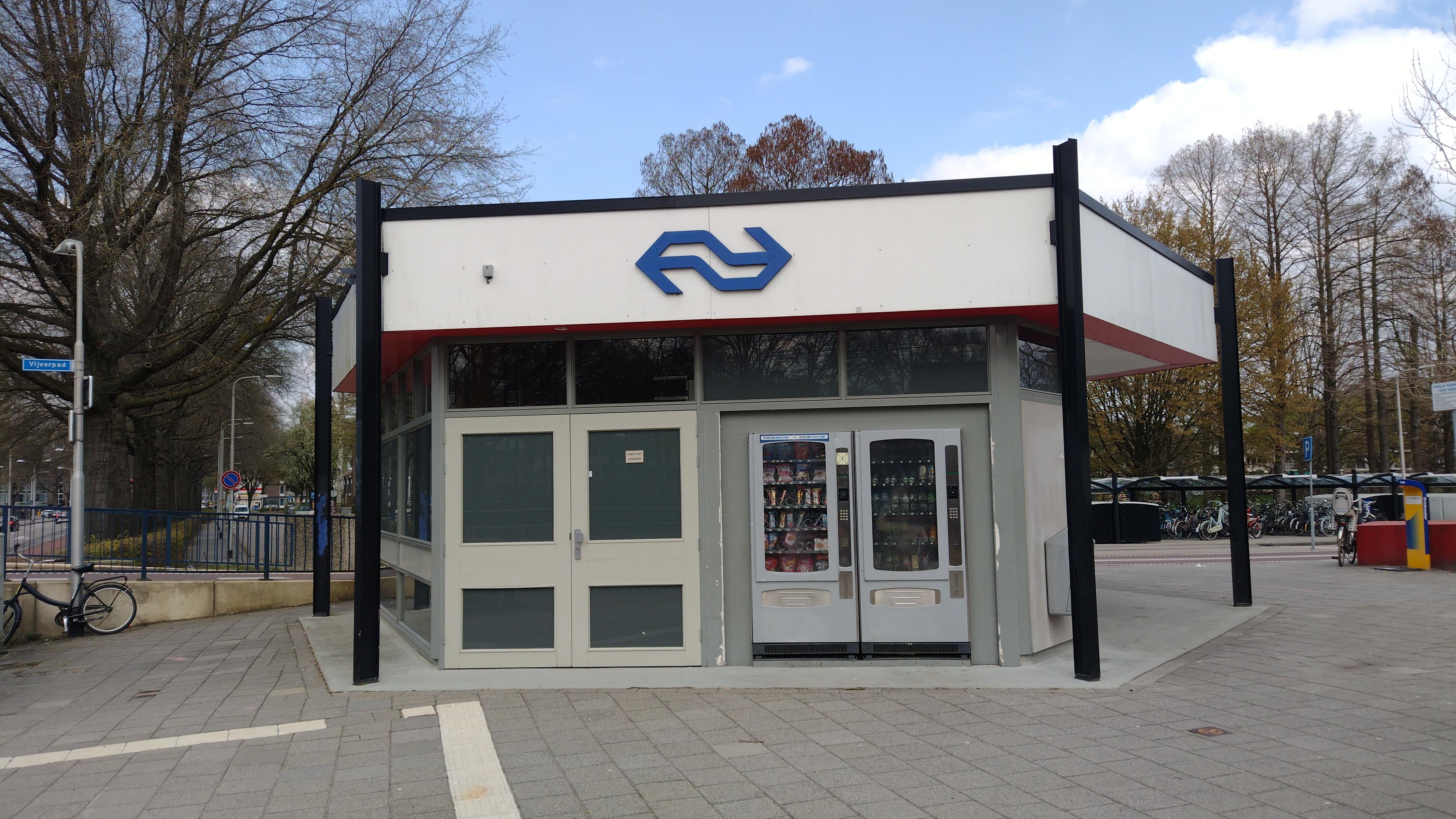
Het sextant
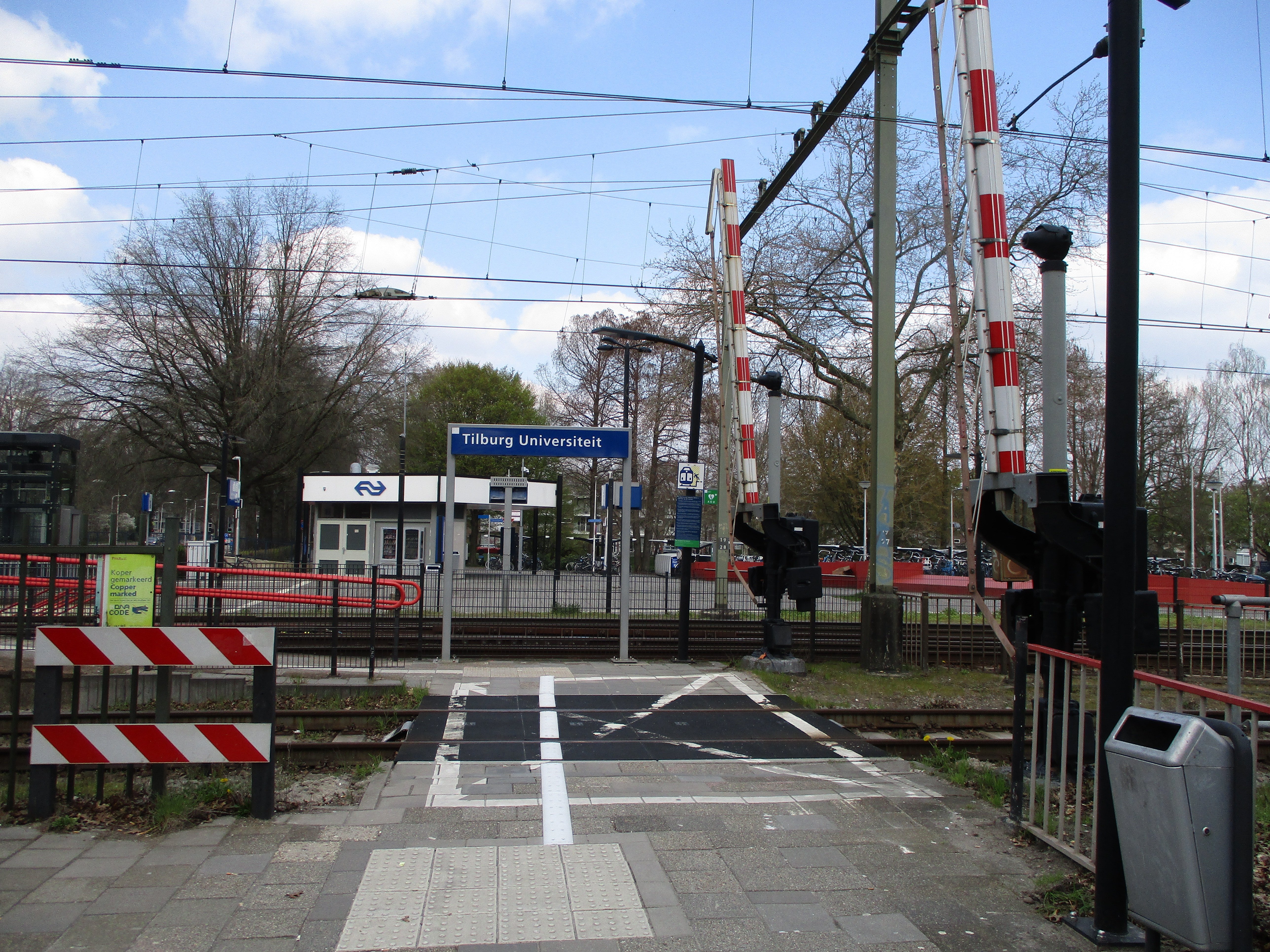
Spoorwegovergang naar het eilandperron

## Trivia
Het (voormalige) station Tilburg West komt voor in het nummer "de Groen Oranje Sjaal" van Guus Meeuwis.
3,7: Ramsel ·
6,7: Westmeerbeek ·
7,8: Hulshout ·
9,9: Heultje ·
14,1: Noorderwijk-Morkhoven ·
15,8: Schravenhage ·
22,0: Herentals ·
27,9: Lichtaart ·
31,3: Tielen ·
39,4: Turnhout ·
48,3: Weelde-Merksplas ·
49,0: Baarle-Nassau Grens ·
53,7: Baarle-Nassau ·
58,3: Alphen ·
65,4: Riel ·
71,9: Tilburg Universiteit ·
75,2: Tilburg
Bergen op Zoom · 
Best · 
Boxmeer · 
Boxtel · 
Breda · 
-Prinsenbeek · 
Cuijk · 
Deurne · 
Eindhoven:
-Centraal · 
-Stadion · 
-Strijp-S ·
Etten-Leur · 
Geldrop · 
Gilze-Rijen · 
Heeze · 
Helmond · 
-Brandevoort ·
-Brouwhuis · 
-'t Hout · 
's-Hertogenbosch · 
-Oost · 
Lage Zwaluwe · 
Maarheeze · 
Oisterwijk · 
Oss ·
-West · 
Oudenbosch · 
Ravenstein · 
Roosendaal · 
Rosmalen · 
Tilburg · 
-Reeshof · 
-Universiteit · 
Vierlingsbeek · 
Vught · 
Zevenbergen
Voormalige stations: zie de lijst van voormalige spoorwegstations in Noord-Brabant